# Milo Cawthorne
Milo Cawthorne (geb. 30. April 1989 in Whangārei) ist ein neuseeländischer Schauspieler. Erste Bekanntheit erlangte er 2009 in Power Rangers R.P.M., der 17. Staffel der Serie Power Rangers. Überregional bekannt wurde er für seine Mitwirkung in den Filmen Blood Punch (2013) und Deathgasm (2015).

## Leben
Cawthorne ist im neuseeländischen Whangārei geboren und aufgewachsen. Im Alter von 11 Jahren spielte er das erste Mal Theater an seiner Schule und mit 13 Jahren hatte er seinen ersten Agenten und wirkte an Kinderserien wie P.E.T. Detectives, Amazing Extraordinary Friends oder Maddigan's Quest mit. Nach Abschluss der Schule hatte Cawthorne 2009 sein erstes größeres Engagement in der Rolle des Ziggy in der Fernsehserie Power Rangers R.P.M. Bei den Dreharbeiten lernte er Olivia Tennet kennen, mit der er ab 2013 verheiratet war. Anfang der 2010er Jahre ging Cawthorne nach Los Angeles, weil er in Neuseeland zu wenige Angebote bekam. Dort drehte er 2012 gemeinsam mit Olivia Tennet den Thriller Blood Punch. Nach einem Aufenthalt in London zog er 2014 wieder nach Neuseeland zurück und drehte unter der Regie von Jason Lei Howden die Horrorkomödie Deathgasm. Im Jahr 2015 übernahm er die Rolle des Harry Smith in der Miniserie When We Go to War, die von Television New Zealand produziert und ausgestrahlt wurde. Weiterhin war er in einer Nebenrolle in der Serie Ash vs Evil Dead zu sehen. Im Frühjahr 2016 trennten sich Cawthorne und Tennett.
Neben seiner Schauspieltätigkeit in Film und Fernsehen spielt Cawthorne Theater, unter anderem am Northland Youth Theatre und am Maidment Theatre in Auckland.

## Filmografie (Auswahl)
- 2003: Christmas
- 2003–2005: P.E.T. Detectives (Fernsehserie, 13 Folgen)
- 2006: Maddigan's Quest (Fernsehserie, 1 Folge)
- 2009: Power Rangers R.P.M. (Fernsehserie, 32 Folgen)
- 2010: Sweet As (Kurzfilm)
- 2011: Underbelly: Land of the Long Green Cloud (Fernsehserie, 1 Folge)
- 2012: Mae & Ash (Kurzfilm)
- 2012: Andy (Kurzfilm)
- 2013: Blood Punch
- 2013: I Love L.A. (Kurzfilm)
- 2014: Dancing in Small Spaces (Fernsehserie, 1 Folge)
- 2015: Deathgasm
- 2015: Restoration (Kurzfilm)
- 2015: Interloafer (Kurzfilm)
- 2015: When We Go to War (Miniserie, 6 Folgen)
- 2015: Ash vs Evil Dead (Fernsehserie, 1 Folge)
- 2016: Shout At the Ground (Kurzfilm)
- 2016: Mega Time Squad
- 2019: Guns Akimbo
- 2025: Wolf Man